# Xã Nicodemus, Quận Graham, Kansas
Xã Nicodemus (tiếng Anh: Nicodemus Township) là một xã thuộc quận Graham, tiểu bang Kansas, Hoa Kỳ. Năm 2010, dân số của xã này là 59 người.